# 수퍼 소닉 2
《수퍼 소닉 2》(영어: Sonic the Hedgehog 2, 일본어: ソニック・ザ・ムービー/ソニック VS ナックルズ)는 2022년 개봉한 미국의 영화이다. 제프 파울러가 감독을 맡았으며, 2020년 영화 《수퍼 소닉》의 후속 작품이다.

## 줄거리
닥터 이보 로보트닉을 버섯 행성으로 추방한 후, 소닉은 워초스키 가족과 함께 살며 무모함으로 인해 거의 성공하지 못했지만 자경단 영웅으로 대중을 돕기 위해 노력한다. 낚시 여행 중에 톰은 소닉에게 자신의 힘이 필요할 때까지 인내심을 가지라고 조언하고, 그와 매디는 여동생 레이첼의 하와이주 결혼식을 위해 떠나면서 소닉에게 주말 동안 집을 맡긴다.
집에 머무는 동안 소닉은 너클즈라는 가시두더지 전사의 도움으로 탈출하여 소닉에게 복수하기 위해 지구로 돌아온 로보트닉의 공격을 받는다. 너클즈는 조상들에게 명예를 가져다주기 위해 사용자에게 궁극적인 힘과 현실을 자신의 의지대로 바꿀 수 있는 능력을 부여하는 전설적인 마스터 에메랄드의 위치를 요구한다. 소닉은 자신을 숭배하며 너클즈에 대해 경고하러 온 어린 두 꼬리 여우 마일즈 "테일즈" 프라워에게 구조된다.
소닉은 테일즈에게 마스터 에메랄드를 찾는 것을 도와달라고 설득하고, 로보트닉은 조수 에이전트 스톤과 재회하여 너클즈를 "돕겠다"고 제안하며 에메랄드를 훔칠 계획을 세운다. 소닉의 사망한 전 보호자 롱클로가 소닉에게 준 지도에 있는 단서를 따라 소닉과 테일즈는 시베리아의 한 사원에서 나침반을 찾는다. 너클즈와 로보트닉은 그들을 추적하여 소닉과 테일즈를 산 아래로 쫓아간다. 너클즈는 소닉이 롱클로를 잃은 날과 같은 날 자신의 부족 전체를 잃었다고 밝힌다. 이 짧은 공감의 순간에도 불구하고 너클즈와 로보트닉은 나침반을 훔친다. 그러나 너클즈는 로보트닉이 부상당하고 의식을 잃은 테일즈를 구하는 것을 선택한 소닉을 비웃고, 그들 위에 눈사태가 시작되자 로보트닉의 충성심과 명예감에 의심을 품게 된다.
톰은 링을 사용하여 소닉과 테일즈를 결혼식장으로 순간이동시켜 눈사태에서 구한다. 레이첼의 약혼자 랜들과 그의 결혼식 손님들은 가디언 유닛 오브 네이션즈 (G.U.N.)의 잠복 요원임을 밝히며, 소닉과 테일즈를 잡기 위해 결혼식을 꾸몄고, 결국 톰이 그들을 막으려 하자 그도 체포한다. 세 사람은 매디와 복수심에 불타는 레이첼에게 구출되고, 레이첼은 랜들이 자신에 대한 감정이 진실임을 확인하자 그와 화해한다. 한편, 너클즈와 로보트닉은 마스터 에메랄드가 있는 수중 사원을 찾는다.
테일즈의 부상에 대해 자신을 탓하며, 소닉은 너클즈와 로보트닉을 혼자 상대하기로 결정하고 사원으로 가서 너클즈가 마스터 에메랄드를 가져가는 것을 막기 위해 싸운다. 로보트닉은 주의를 이용해 에메랄드를 차지하고, 사원은 무너져 물속으로 가라앉는다. 더 이상 너클즈가 필요 없어진 로보트닉은 그를 배신하고 그와 소닉을 뒤에 남겨둔다. 서로를 홍수에서 구한 후 팀을 이룬 소닉과 너클즈는 간신히 탈출하고, 그들을 복엽기에서 회복한 테일즈가 구출한다.
그린 힐즈에서 로보트닉은 에메랄드의 새로운 능력을 사용하여 자신을 닮은 거대한 로봇을 만든다. 소닉, 테일즈, 너클즈는 협력하여 로봇과 그에 수반되는 드론들과 싸우고 마스터 에메랄드를 되찾는다. 에메랄드는 소닉의 손에서 산산조각 나며 7개의 카오스 에메랄드로 나뉜다. 톰과 매디는 소닉을 구하고, 소닉은 의도치 않게 카오스 에메랄드를 사용하여 슈퍼 소닉으로 변신한다. 그는 로봇을 파괴하여 로보트닉이 로봇과 함께 무너지게 한 후, 에메랄드를 흩뿌리고 정상으로 돌아온다. 너클즈는 남아있는 파편들로 마스터 에메랄드를 고친 후 소닉과 테일즈와 함께 그것을 악으로부터 보호하기로 약속하고 워초스키 가족과 함께 평화로운 삶을 시작한다.
G.U.N.이 로보트닉을 수색하는 동안, 스톤은 잡히지 않기 위해 병사로 위장한다. 그는 월터스 사령관이 비밀 연구 시설의 발견에 대한 정보를 받는 것을 엿듣고, 월터스 사령관은 즉시 그곳이 프로젝트 섀도우를 수용하는 곳임을 알아본다.

## 출연진

### 목소리
- 벤 슈와츠 - 소닉
- 콜린 오쇼너시 - 마일즈 "테일즈" 파우어 역 (목소리)
- 이드리스 엘바 - 너클즈 디 에키드나 역
- 도나 제이 펄크스 - 롱클로 역

### 실사
- 짐 캐리 - 닥터 로보트닉 역
- 제임스 마즈든 - 톰 워카우스키 역
- 티카 섬프터 - 매디 워카우스키 역
- 너태샤 로스웰 - 레이철 역
- 애덤 팰리 - 웨이드 위플 역
- 셰마 무어 - 랜들 역
- 리 마이다웁 - 스톤 역
- 톰 버틀러 - 월터스 역
- 멜로디 노시포 니만 - 조조 역

### 한국판 성우진
- 엄상현 - 소닉(벤 슈워츠)
- 위훈 - 톰(제임스 마즈든)
- 김환진 - 이보 로보트닉 / 닥터 에그맨(짐 캐리)
- 최덕희 - 매디(티카 섬프터)
- 조현정 - 테일즈(콜린 오쇼너시)
- 홍범기 - 너클즈(이드리스 엘바)
- 안용욱 - 스톤(리 마지둡)
- 변영희 - 웨이드(애덤 팰리)
- 임주현 - 레이첼(나타샤 로스웰)
- 유해무 - 사령관(톰 버틀러)
- 이미향 - 롱클로(도나 제이 풀크스) / 여군(사라 서르)
- 시영준 - 랜들(셰마 무어)
- 백승철 - 러시아인(블라디미르 루지치) / 카폐 손님(폴 래젠비)
- 김명준 - 요원(스티브 창)
- 박요한 - 강도(레이프 하브데일)
- 유석현 - 어린 소닉(벤자빈 발릭)
- 설가은 - 조조(멜로디 니먼)

## 같이 보기
- 비디오 게임을 원작으로 한 영화 목록